# GS1-128

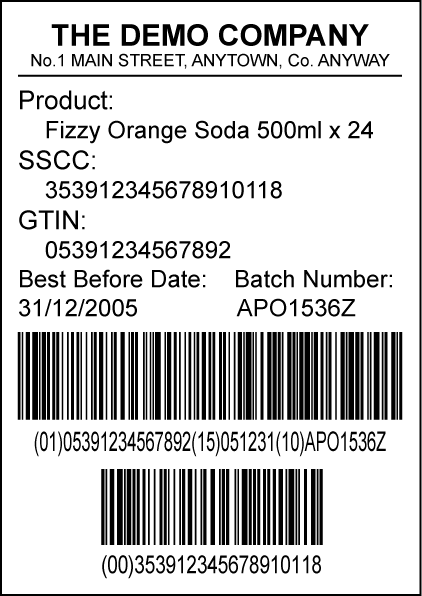
Exemplo de um GS1-128, podem-se ver os AIs utilizados neste (GTIN, SSCC, batch number e prazo de validade)

GS1-128 anteriormente intitulado de UCC/EAN-128 é um tipo de código de barras linear alfanumérico (Código de Barras GS1-128 (AI's GS1), 2008) que representa Identificadores de Aplicação e permite a inserção de uma maior quantidade de informação e dados adicionais assim como números de série, datas de validade, ou medidas e também de algo muito importante como o número de lote de produção (Específicações Técnicas, 2008). É um tipo de simbologia de identificação de produtos com maior necessidade de serem rastreados e que é especialmente de utilização logística e para produtos hospitalares.

## História
Esta é uma simbologia já utilizada antes de ter esta denominação embora em 2006 o Uniform Code Council normalizou o seu nome suprimindo desta maneira os nomes antigos existentes (tais como UCC/EAN-128) em vários pontos do globo e várias organizações mundiais de codificação (GS1-128 (formerly UCC/EAN-128) Barcodes, 2006).  

## Estrutura
O código GS1-128 não vale tanto por ser um código de barras, visto ser um derivado da codificação em barras do código 128, mas sim pela simbologia e estrutura utilizada. A estrutura deste é por ordem de aparecimento a seguinte (GS1-128 (formerly UCC/EAN-128) Barcodes, 2006):
- caractere de início segundo estrutura do código 128 (START-A, START-B ou START-C);
- caractere FNC1 do código 128;
- identificador de aplicação;
- dados codificados;
- dígito verificador ou em inglês check digit;
- caractere que identifica o final do código.

## Identificadores de Aplicação
Identificadores de Aplicação (IA) ou em inglês Application Identifiers (AI) são prefixos numéricos usados no GS1-128, que se encontram entre parêntesis e a seguir a cada um encontra-se a informação alfanumérica relativa ao IA em causa, para assinalar e identificar o tipo de informação e o formato em que se encontra (EAN/UCC Application Identifier, 2006). A melhor maneira de definir o que realmente são os Identificadores de Aplicação é através da citação de PAIXÃO (2006, p.32), que diz que estes são "pequenos segmentos de informação normalizada e aceites globalmente, que se vão intercalar com os dados propriamente ditos".  A maior parte da informação necessária para uma eficiente rastreabilidade dos produtos encontra-se com um número de Identificador de Aplicação atribuído. A informação possível de encontrar é informação relativa a medidas, proporções, quantidades, prazos e datas (validade, recepção, expedição), unidade logística (SSCC), GTINs (Global Trade Item Numbers), entre outras coisas. Cada fabricante deve proceder ao uso dos Identificadores de Aplicação que achar mais convenientes para uma melhor rastreabilidade dos produtos na cadeia logística. Na tabela seguinte é apresentado os identificadores de aplicação existentes.
| IA   | Descrição                                                                   | Número de dígitos e formato |
| ---- | --------------------------------------------------------------------------- | --- |
| 00   | Serial Shipping Container Code (SSCC)                                       | 18 dígitos numéricos |
| 01   | Global Trade Item Number (GTIN)                                             | 14 dígitos numéricos |
| 02   | Número de contentores                                                       | 14 dígitos numéricos |
| 10   | Número Batch                                                                | de 1 a 20 dígitos alfanuméricos                                                                                                |
| 11   | Data de produção                                                            | 6 dígitos numéricos no formato AAMMDD                                                                                          |
| 12   | Data de validade                                                            | 6 dígitos numéricos no formato AAMMDD                                                                                          |
| 13   | Data de embalamento                                                         | 6 dígitos numéricos no formato AAMMDD                                                                                          |
| 15   | Melhor antes de... (usado no controlo da qualidade)                         | 6 dígitos numéricos no formato AAMMDD                                                                                          |
| 17   | Data de validade                                                            | 6 dígitos numéricos no formato AAMMDD                                                                                          |
| 20   | Variável do produto                                                         | 2 dígitos |
| 21   | Número de série                                                             | de 1 a 20 dígitos alfanuméricos                                                                                                |
| 22   | Quantidade HIBCC, data, Batch e ligação                                     | de 1 a 29 dígitos alfanuméricos                                                                                                |
| 23x  | Número de lote                                                              | de 1 a 19 dígitos alfanuméricos                                                                                                |
| 240  | Identificação adicional do produto                                          | de 1 a 30 dígitos alfanuméricos                                                                                                |
| 250  | Segundo número de série                                                     | de 1 a 30 dígitos alfanuméricos                                                                                                |
| 30   | Quantidade de cada                                                          | de 1 a 8 dígitos numéricos |
| 310y | Peso líquido do produto (em kg)                                             | 6 dígitos |
| 311y | Comprimento do produto - 1ª dimensão (em metros)                            | 6 dígitos |
| 312y | Largura ou diâmetro do produto - 2ª dimensão (em metros)                    | 6 dígitos |
| 313y | Profundidade ou espessura do produto - 3ª dimensão (em metros)              | 6 dígitos |
| 314y | Área do produto (em metros quadrados)                                       | 6 dígitos |
| 315y | Volume do produto (em litros)                                               | 6 dígitos |
| 316y | Volume do produto (em metros cúbicos)                                       | 6 dígitos |
| 320y | Peso líquido do produto (em libras)                                         | 6 dígitos |
| 321y | Comprimento do produto - 1ª dimensão (em polegadas)                         | 6 dígitos |
| 322y | Comprimento do produto - 1ª dimensão (em pés)                               | 6 dígitos |
| 323y | Comprimento do produto - 1ª dimensão (em jardas)                            | 6 dígitos |
| 324y | Largura ou diâmetro do produto - 2ª dimensão (em polegadas)                 | 6 dígitos |
| 325y | Largura ou diâmetro do produto - 2ª dimensão (em pés)                       | 6 dígitos |
| 326y | Largura ou diâmetro do produto - 2ª dimensão (em jardas)                    | 6 dígitos |
| 327y | Profundidade ou espessura do produto - 3ª dimensão (em polegadas)           | 6 dígitos |
| 328y | Profundidade ou espessura do produto - 3ª dimensão (em pés)                 | 6 dígitos |
| 329y | Profundidade ou espessura do produto - 3ª dimensão (em jardas)              | 6 dígitos |
| 330y | Peso bruto do contentor (em kg)                                             | 6 dígitos |
| 331y | Comprimento do contentor - 1ª dimensão (em metros)                          | 6 dígitos |
| 332y | Largura ou diâmetro do contentor - 2ª dimensão (em metros)                  | 6 dígitos |
| 333y | Profundidade ou espessura do contentor - 3ª dimensão (em metros)            | 6 dígitos |
| 334y | Área do contentor (em metros quadrados)                                     | 6 dígitos |
| 335y | Volume bruto do contentor (em litros)                                       | 6 dígitos |
| 336y | Volume bruto do contentor (em metros cúbicos)                               | 6 dígitos |
| 340y | Peso bruto do contentor (em libras)                                         | 6 dígitos |
| 341y | Comprimento do contentor - 1ª dimensão (em polegadas)                       | 6 dígitos |
| 342y | Comprimento do contentor - 1ª dimensão (em pés)                             | 6 dígitos |
| 343y | Comprimento do contentor - 1ª dimensão (em jardas)                          | 6 dígitos |
| 344y | Largura ou diâmetro do contentor - 2ª dimensão (em polegadas)               | 6 dígitos |
| 345y | Largura ou diâmetro do contentor - 2ª dimensão (em pés)                     | 6 dígitos |
| 346y | Largura ou diâmetro do contentor - 2ª dimensão (em jardas)                  | 6 dígitos |
| 347y | Profundidade ou espessura do contentor - 3ª dimensão (em polegadas)         | 6 dígitos |
| 348y | Profundidade ou espessura do contentor - 3ª dimensão (em pés)               | 6 dígitos |
| 349y | Profundidade ou espessura do contentor - 3ª dimensão (em jardas)            | 6 dígitos |
| 350y | Área do produto (polegadas quadradas)                                       | 6 dígitos |
| 351y | Área do produto (pés quadrados)                                             | 6 dígitos |
| 352y | Área do produto (jardas quadradas)                                          | 6 dígitos |
| 353y | Área do contentor (polegadas quadradas)                                     | 6 dígitos |
| 354y | Área do contentor (pés quadrados)                                           | 6 dígitos |
| 355y | Área do contentor (jardas quadradas)                                        | 6 dígitos |
| 356y | Peso líquido (em troy ounces)                                               | 6 dígitos |
| 360y | Volume do produto (em quarts)                                               | 6 dígitos |
| 361y | Volume do produto (em galões)                                               | 6 dígitos |
| 362y | Volume bruto do contentor (em quarts)                                       | 6 dígitos |
| 363y | Volume bruto do contentor (em galões)                                       | 6 dígitos |
| 364y | Volume do produto (em polegas cúbicas)                                      | 6 dígitos |
| 365y | Volume do produto (em pés cúbicos)                                          | 6 dígitos |
| 366y | Volume do produto (em jardas cúbicas)                                       | 6 dígitos |
| 367y | Volume bruto do contentor (em polegas cúbicas)                              | 6 dígitos |
| 368y | Volume bruto do contentor (em pés cúbicos)                                  | 6 dígitos |
| 369y | Volume bruto do contentor (em jardas cúbicas)                               | 6 dígitos |
| 37   | Número de unidades contidas                                                 | de 1 a 8 dígitos |
| 400  | Customer Purchase Order Number                                              | de 1 a 29 dígitos alfanuméricos                                                                                                |
| 410  | Entrega ao código de localização (código EAN-13 ou DUNS)                    | 13 dígitos |
| 411  | Cobrar a/Código de entidade que irá pagar o produto (código EAN-13 ou DUNS) | 13 dígitos |
| 412  | Comprado a/código da entidade (código EAN-13 ou DUNS)                       | 13 dígitos |
| 420  | Entrega ao código postal (Single postal authority)                          | de 1 a 9 dígitos alfanuméricos                                                                                                 |
| 421  | Entrega ao código postal (Multiple postal authority)                        | de 4 a 12 dígitos alfanuméricos                                                                                                |
| 422  | Código do país de acordo com a tabela da ISO.                               | 3 dígitos numéricos |
| 8001 | Medidas de produtos redondos (largura, comprimento e diâmetro)              | 14 dígitos |
| 8002 | Electronic Serial Number (ESN) exclusivamente para telemóveis               | de 1 a 20 dígitos alfanuméricos                                                                                                |
| 8003 | Número UPC/EAN e número de série de Returnable Asset                        | 14 dígitos do número UPC/EAN e de 1 a 16 do número de série de Returnable Asset                                                |
| 8004 | Identificação em série UPC/EAN                                              | de 1 a 30 dígitos alfanuméricos                                                                                                |
| 8005 | Preço por unidade de medida                                                 | 6 dígitos |
| 8100 | Coupon Extended Code: número de sistema e oferta                            | 6 dígitos numéricos |
| 8101 | 8101 Coupon Extended Code: número de sistema, oferta e término da oferta    | 10 dígitos numéricos |
| 8102 | Coupon Extended Code: número de sistema precedido de 0                      | 2 dígitos numéricos |
| 90   | Acordado mutuamente pelas partes envolvidas na comercialização do produto   | de 1 a 30 dígitos alfa numéricos                                                                                               |
| 91   | Serviços USPS                                                               | 2 dígitos para o código de serviço 9 dígitos para o ID do cliente 8 dígitos para o ID do embalamento mais 1 dígito verificador |
| 92   | Códigos internos de empresas                                                | de 1 a 30 dígitos alfanuméricos                                                                                                |
| 93   | Códigos internos de empresas                                                | de 1 a 30 dígitos alfanuméricos                                                                                                |
| 94   | Códigos internos de empresas                                                | de 1 a 30 dígitos alfanuméricos                                                                                                |
| 95   | Códigos internos de empresas                                                | de 1 a 30 dígitos alfanuméricos                                                                                                |
| 96   | Códigos internos de empresas                                                | de 1 a 30 dígitos alfanuméricos                                                                                                |
| 97   | Códigos internos de empresas                                                | de 1 a 30 dígitos alfanuméricos                                                                                                |
| 98   | Códigos internos de empresas                                                | de 1 a 30 dígitos alfanuméricos                                                                                                |
| 99   | Códigos internos de empresas                                                | de 1 a 30 dígitos alfanuméricos                                                                                                |

Fonte: GS1-128 (formerly UCC/EAN-128) Barcodes (2006)

### SSCC
O SSCC é o código de série de unidade logística ou em inglês Serial Shipping Container Code e é um dos mais importantes identificadores de aplicação usados na rastreabilidade de produtos que contém 18 dígitos e tem o prefixo (00). Destina-se principalmente à movimentação e transporte de materiais e mercadorias (sejam elas mono ou multiprodutos). Todas as unidades logísticas têm de possuir este identificador de aplicação. Este AI assegura um número exclusivo para cada uma unidade logística sendo através deste que se pode verificar de que unidade o produto veio (Identificação de Unidades Logísticas, 2008). 